# Stadtbibliothek von Jaffna

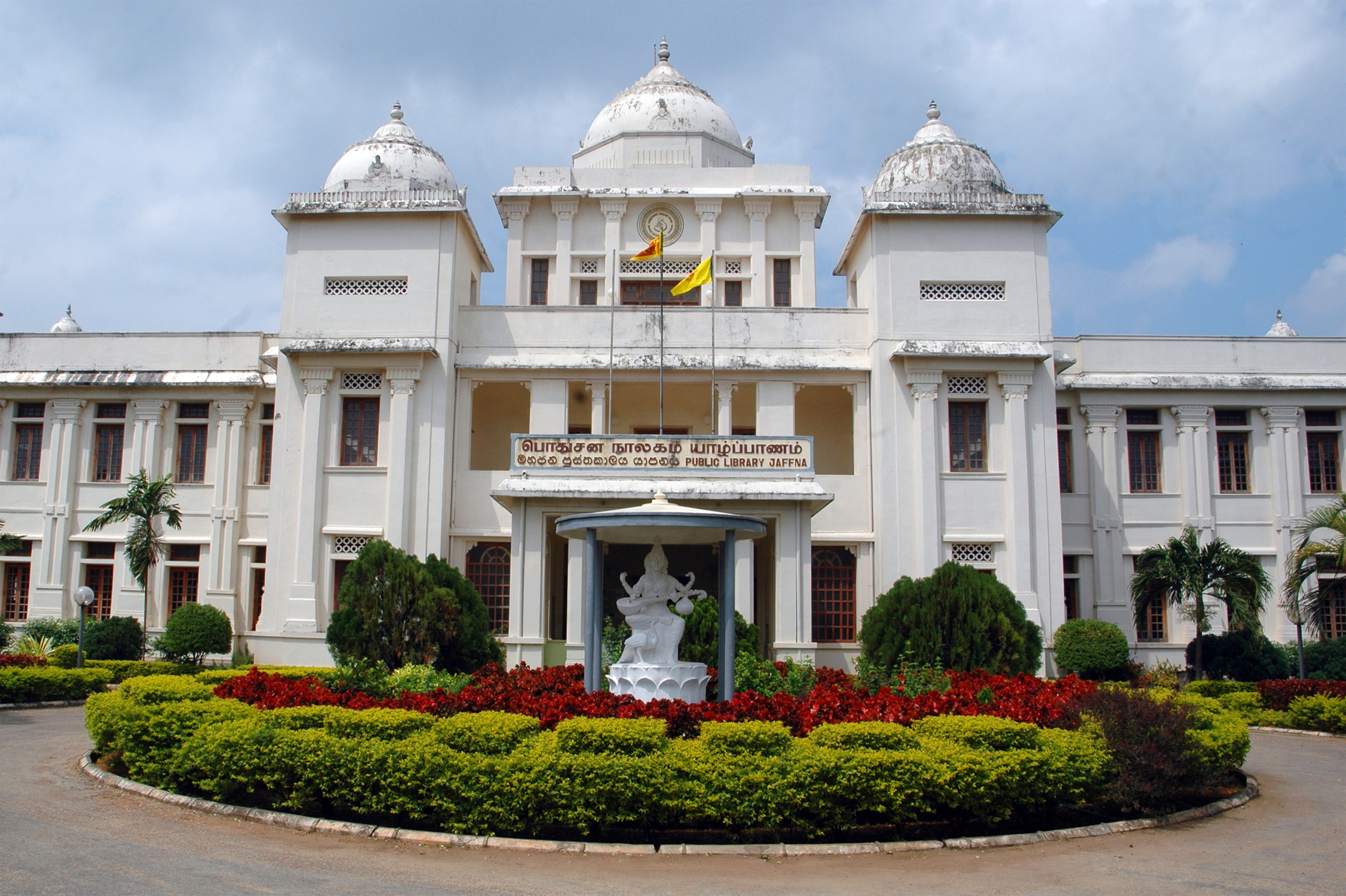
Jaffna-Bibliothek (2012)

Die Stadtbibliothek von Jaffna (Tamil யாழ் பொது நூலகம்) in Sri Lanka befindet sich in der Hauptstadt der Nordprovinz. Der Bau aus dem Jahr 1959 ist im hindu-gotischen Stil gehalten. Die Bibliothek wurde 1933 zunächst als Privatsammlung errichtet und kontinuierlich durch Bürger Jaffnas erweitert. Es wurden viele historische Dokumente auf Palmblatt-Manuskripten archiviert und die Bibliothek avancierte, auch mithilfe des indischen Bibliothekars und Beraters in den Anfangsjahren, S. R. Ranganathan, zu einem wichtigen Kulturgut des Landes. In den 1980er Jahren galt sie mit über 97.000 Büchern und Manuskripten als größte Bibliothek Asiens. 1981 wurden durch eine durch einen organisierten singhalesischen Mob herbeigeführte Brandstiftung weite Teile des umfangreichen Bücherbestandes unwiderruflich vernichtet, darunter Arbeiten des Philosophen Ananda Kentish Coomaraswamy. Zu einer Anklage oder Verurteilung der Verantwortlichen kam es unter der damaligen UNP-Regierung nicht. Während des dann folgenden mehrjährigen Bürgerkriegs wurden weitere Beschädigungen der Gebäudestruktur und des Bestandes verzeichnet. Unter der Präsidentschaft von Chandrika Kumaratunga wurde die Bibliothek mithilfe internationaler Spenden wieder aufgebaut. Über 25.000 Bücher konnten neu beschafft werden. 2001 wurde das Gebäude fertiggestellt und 2003 neu eröffnet. Vor dem Eingang ist eine Sarasvati-Statue zu sehen.